# Острів Святої Єлени
О́стрів Свято́ї Єле́ни (Святої Олени / Гелени; англ. Saint Helena) — острів вулканічного походження, розміщений в Атлантичному океані на відстані 2800 км на захід від Африки і належить Великій Британії, невелика частина острова: два будинки, де жив Наполеон Бонапарт, і долина, де він був похований, — є територією Франції. Острів входить до складу Заморської території Британії Острови Святої Єлени, Вознесіння і Тристан-да-Кунья. До побудови Суецького каналу острів був стратегічним пунктом для кораблів на їх шляху до Індійського океану.
Населення острова Святої Єлени нечисленне і залишається лояльним до Британії. Проте, крихітні розміри і мала геополітична значимість острова змусили багатьох острів'ян звинуватити британський уряд в ігноруванні острова. Економіка острова була довгий час монокультурною, однак зараз дуже ослабла і майже повністю залежить від допомоги Лондона.
Острів широко відомий завдяки Наполеону Бонапарту, який тут, у вигнанні, провів свої останні роки. Туристична галузь острова в основному базується саме на цьому аспекті історії острова. Деякі військовополонені Англо-бурської війни, включаючи генерала Піта Кроньє, також були заслані на острів Святої Єлени.

## Історія острова

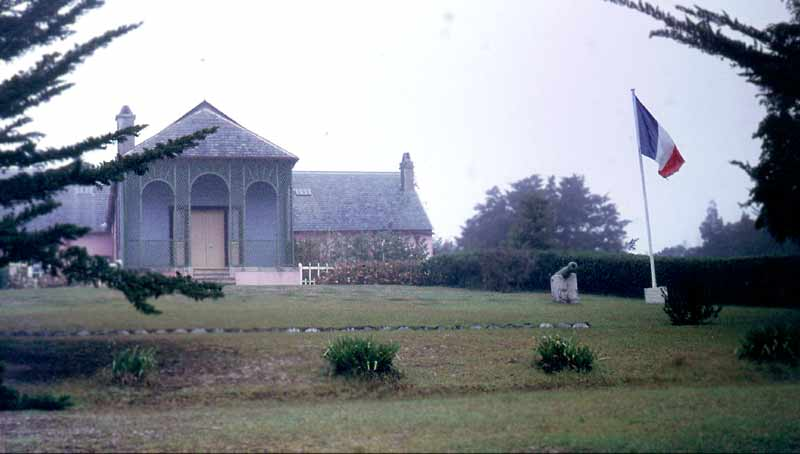
Будинок, у якому жив Наполеон Бонапарт під час заслання

Острів святої Єлени був відкритий португальським мореплавцем Жуаном да Нова під час подорожі додому з Індії 21 травня 1502 в день святої Олени. Португальці застали острів незаселеним, на ньому було достатньо чистої води і деревини. Моряки завезли домашніх тварин (в основному кіз), фруктові дерева, овочі, побудували церкву і кілька будинків, однак постійного поселення вони не заснували. З моменту відкриття острів став критично важливим для кораблів, які поверталися з вантажами з Азії до Європи.
У 1613 португальці потопили тут голландський корабель «ВіттеЛіув» з вантажем золота і 1311 діамантами.
У впертій боротьбі за володіння островами Англія здобула перемогу над Голландією і в 1659 розмістила на острові Святої Єлени військову базу і пункт постачання водою і харчами морських суден на шляху до Індії.
У 1815 у острів Святої Єлени став місцем заслання Наполеона Бонапарта, який помер там у 1821 в своєму будинку в Лонгвуді. Тут народився Сол Соломон, видатний політик Капської колонії і борець проти расової сегрегації.
Відкриття Суецького каналу знизило стратегічну цінність острова. У 1942 військово-повітряна база США була розміщена на острові Вознесіння. Там же в 1954 з'явилася американська станція стеження за ракетно-космічною технікою, яка стартує з півострова Флорида. 1966 на острові Вознесіння почала функціонувати англійська радіорелейна станція. Під час Фолклендського конфлікту в 1982 році острів Вознесіння був основною базою англійських збройних сил у війні проти Аргентини.

## Географія
Острів святої Єлени вулканічного походження. У південній його частині є кілька кратерів заввишки до 818 м. Клімат пасатний, тропічний. У піднесених районах випадає до 1000 мм опадів на рік. В районі Джеймстауну — близько 140 мм. На острові Святої Єлени переважають луки та чагарники, ростуть ялиці, евкаліпти, кипариси. Близько 50 видів рослин є ендемічними (див. Список ендемічної флори Островів Святої Єлени, Вознесіння і Тристан-да-Кунья).

### Клімат
Клімат острова тропічний морський та м'який, пом'якшуваний Бенгельською течією, та південними пасатами, що дмуть майже постійно. Столиці, Джеймстауну, притаманна дуже мала кількість опадів (близько 113 мм щорічно), що пов'язано з дощовою тінню. Південне узбережжя острова та гірські райони отримують близько 750—1000 мм опадів щорічно.
| Клімат Джеймстауна | Клімат Джеймстауна | Клімат Джеймстауна | Клімат Джеймстауна | Клімат Джеймстауна | Клімат Джеймстауна | Клімат Джеймстауна | Клімат Джеймстауна | Клімат Джеймстауна | Клімат Джеймстауна | Клімат Джеймстауна | Клімат Джеймстауна | Клімат Джеймстауна | Клімат Джеймстауна |
| Показник | Січ.               | Лют.               | Бер.               | Квіт.              | Трав.              | Черв.              | Лип.               | Серп.              | Вер.               | Жовт.              | Лист.              | Груд.              | Рік                |
| Абсолютний максимум, °C | 31,7               | 32,2               | 33,3               | 33,9               | 28,3               | 27,2               | 26,1               | 25,6               | 25,6               | 25,6               | 26,7               | 27,8               | 33,9               |
| Середній максимум, °C | 26,7               | 27,2               | 27,8               | 27,2               | 24,4               | 23,3               | 22,2               | 22,2               | 22,2               | 22,8               | 23,3               | 24,4               | 24,5               |
| Середня температура, °C | 23,6               | 24,2               | 24,8               | 24,2               | 21,9               | 20,8               | 19,7               | 19,7               | 19,7               | 20,3               | 20,8               | 21,6               | 21,8               |
| Середній мінімум, °C | 20,6               | 21,1               | 21,7               | 21,1               | 19,4               | 18,3               | 17,2               | 17,2               | 17,2               | 17,8               | 18,3               | 18,9               | 19,1               |
| Абсолютний мінімум, °C | 17,2               | 18,9               | 18,9               | 17,2               | 16,1               | 16,1               | 14,4               | 15,0               | 14,4               | 15,6               | 16,7               | 15,6               | 14,4               |
| Норма опадів, мм | 8                  | 10                 | 20                 | 10                 | 18                 | 18                 | 8                  | 10                 | 5                  | 3                  | 0                  | 3                  | 113                |
| Днів з опадами | 4                  | 4                  | 5                  | 3                  | 4                  | 6                  | 8                  | 3                  | 2                  | 0,7                | 0                  | 1                  | 41                 |
| Вологість повітря, % | 63                 | 65                 | 64                 | 65                 | 72                 | 72                 | 74                 | 76                 | 75                 | 72                 | 72                 | 65                 | 70                 |
| --- | ------------------ | ------------------ | ------------------ | ------------------ | ------------------ | ------------------ | ------------------ | ------------------ | ------------------ | ------------------ | ------------------ | ------------------ | ------------------ |
| Джерело: Sistema de Clasificación Bioclimática Mundial, BBC Weather, Данський метеорологічний інститут (вологість, 1931—1960) |                    |                    |                    |                    |                    |                    |                    |                    |                    |                    |                    |                    |                    |

## Населення острова
Чисельність населення становить 4 тис. осіб (2012).
Етнічний склад: сентленці — нащадки англійських, голландських, португальських переселенців, індійців, африканців; китайці.
Релігія: переважають англікани, так само є послідовники Армії Спасіння, адвентисти сьомого дня, католики. Свідків Єгови — 114 осіб (283 людини відвідало Спомин — 7,5 % населення острова), що є найбільшою концентрацією послідовників цієї релігії серед усіх країн і автономних територій світу за статистикою 2011.

## Адміністративний поділ
Державний лад — парламентська конституційна монархія на чолі з англійським королем. Главою органів управління є англійський губернатор, який безпосередньо керує діяльністю законодавчої та виконавчої рад. В адміністративному відношенні володіння ділиться на одну адміністративну територію (острів Святої Єлени). Столиця території — Джеймстаун.
У політичному і військовому плані Острів Святої Єлени залежить від Великої Британії, але в економіці є часткове самоврядування.

## Економіка острова
Місцеве населення в основному займається сільським господарством, рибальством, розведенням домашньої худоби і продажем виробів кустарних промислів. Вирощують картоплю, овочі, зернові. Робочих місць дуже мало, тому 21 % населення виїжджають у пошуках роботи на острів Вознесіння, Фолклендські острови і до Великої Британії. За даними 1998 року за кордоном працювали понад 1200 осіб.
Зовнішня торгівля переважно з Великою Британією і ПАР.

## Сполучення
Острів Святої Єлени залишається одним з важкодоступних місць світу. До 2016 року на острів Святої Єлени можна було приїхати тільки на кораблі, в той час як на острові Вознесіння є військовий аеродром, з якого раз на тиждень Королівські військово-повітряні сили Великої Британії здійснюють сполучення з аеродромом RAF Brize Norton біля Лондона. На військових літаках є невелика кількість місць для цивільних пасажирів.
Британський уряд оголосив про будівництво аеропорту на острові Святої Єлени, який повинні були ввести в експлуатацію в 2010 р., але з причини нерозв'язаних суперечностей між підрядниками та урядом відкриття аеропорту було відкладено на термін до двох років. У 2016 році аеропорт відкрили. Перший рейс на острів здійснив британський літак Boeing 737—800.
Корабель Королівської поштової служби «Свята Єлена» здійснює регулярні рейси від Великої Британії до Кейптауна, роблячи зупинки на острові Вознесіння і острові Святої Єлени, але не заходячи на острів Тристан-да-Кунья.
По самому острову Святої Єлени організовані автобусні рейси та поїздки на джипах.

## Галерея

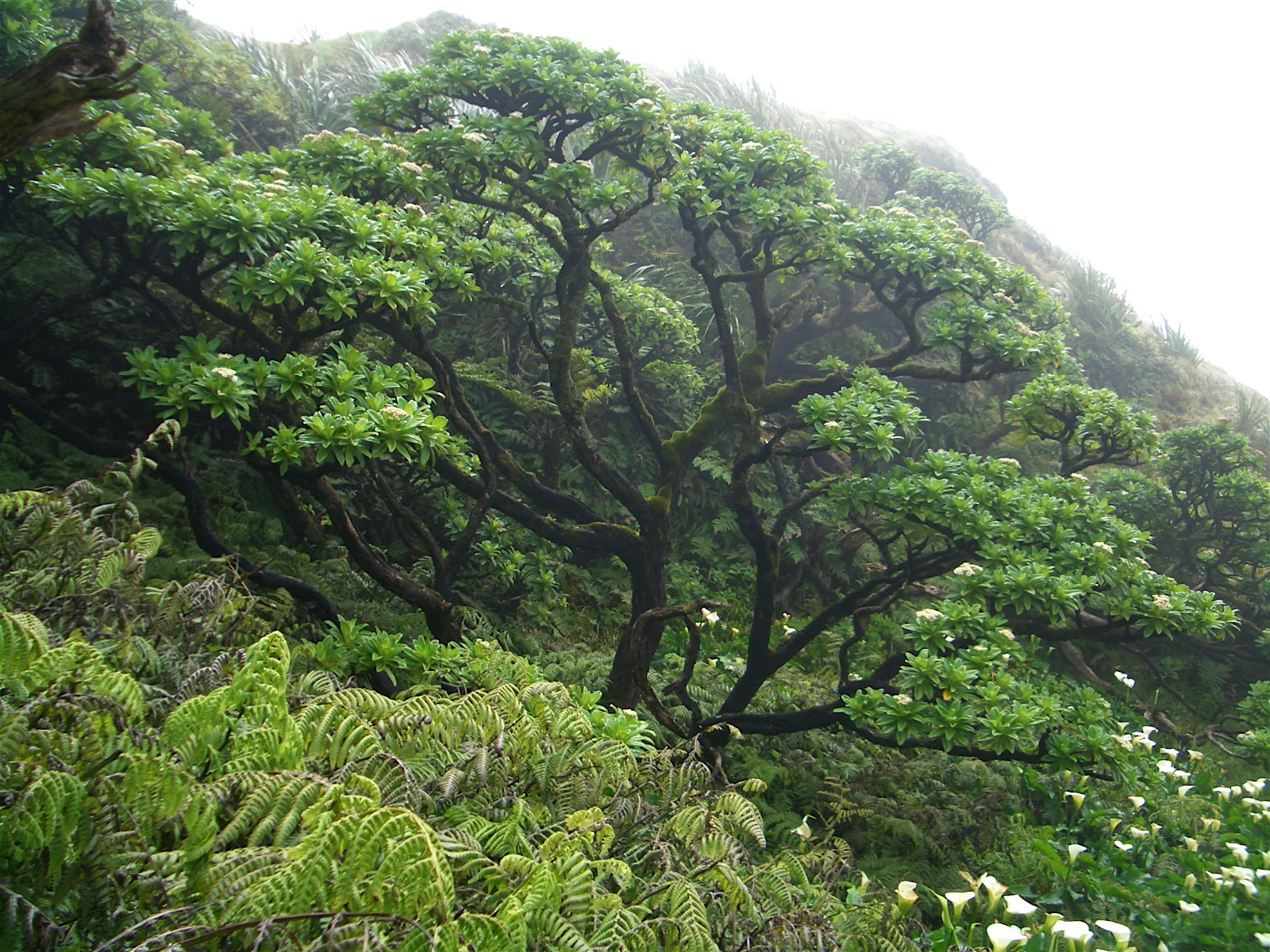
Капустяне дерево
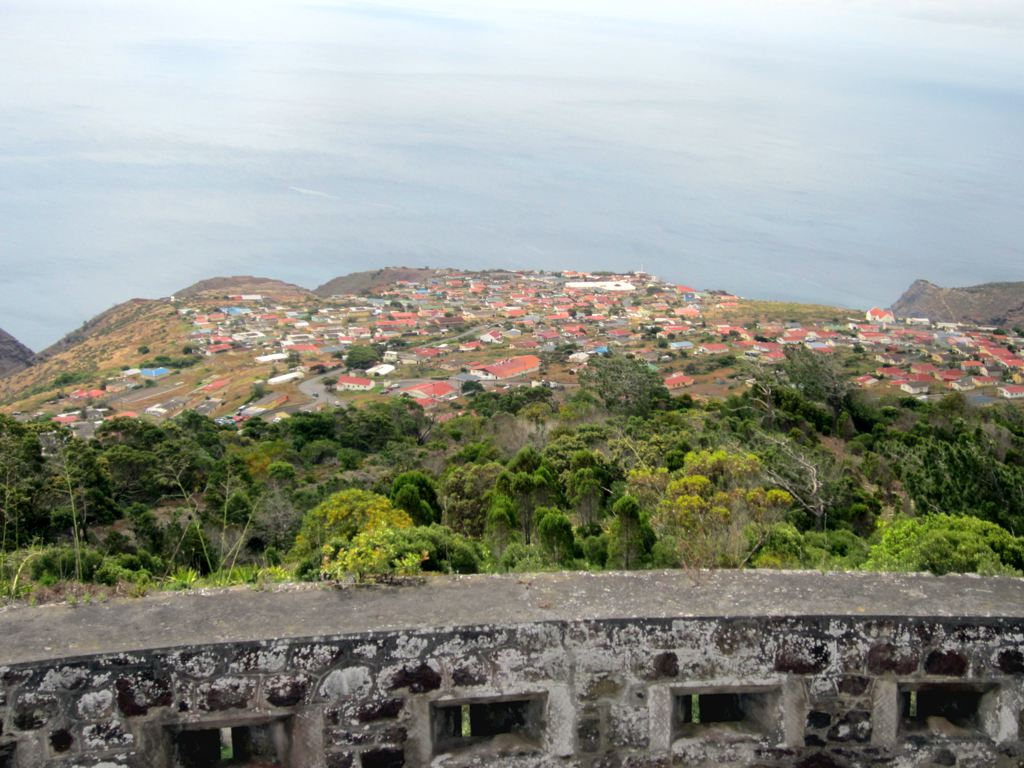
Half Tree Hollow, район Джеймстауна
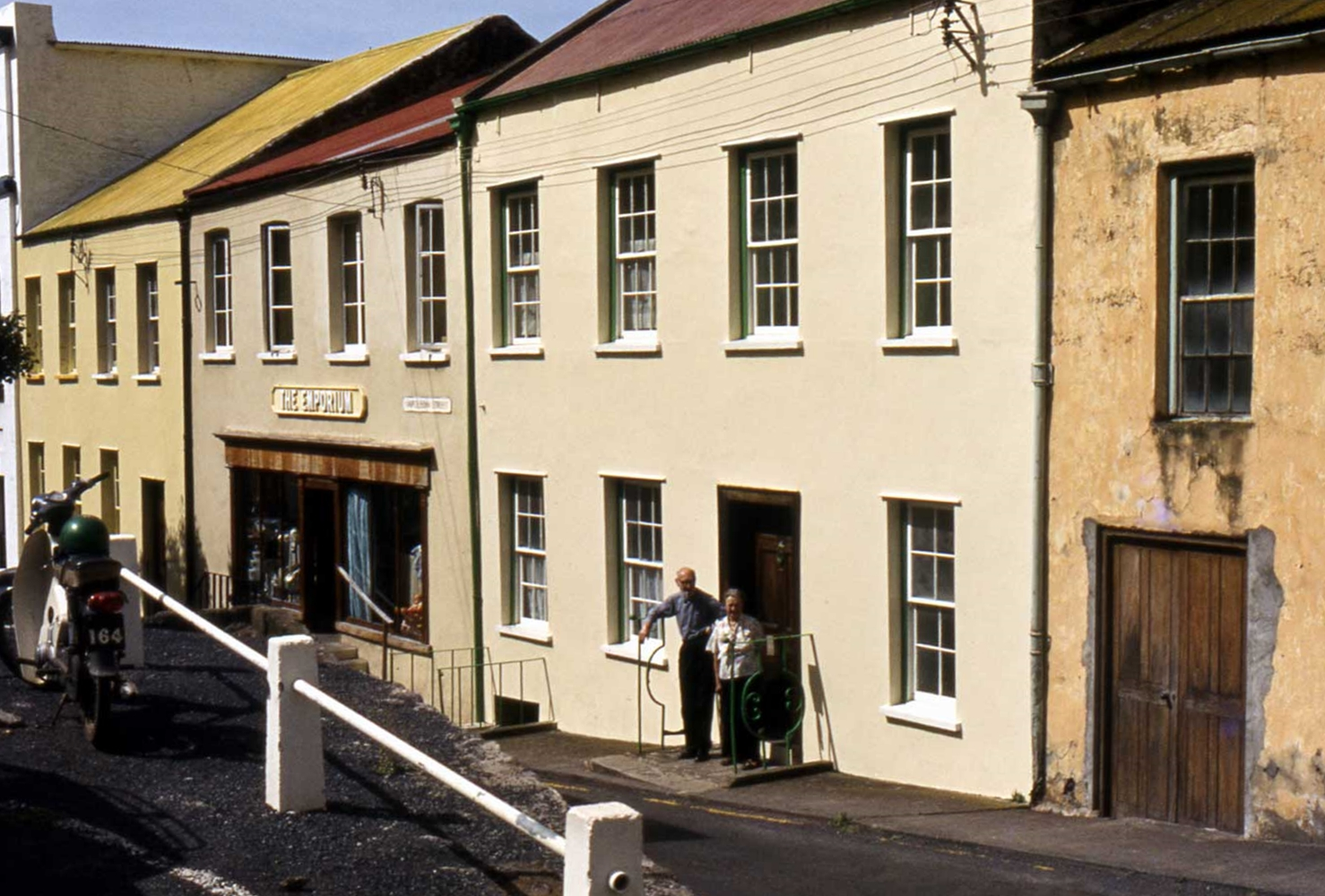
вулиця в Джеймстауні, 80-ті роки XX ст.
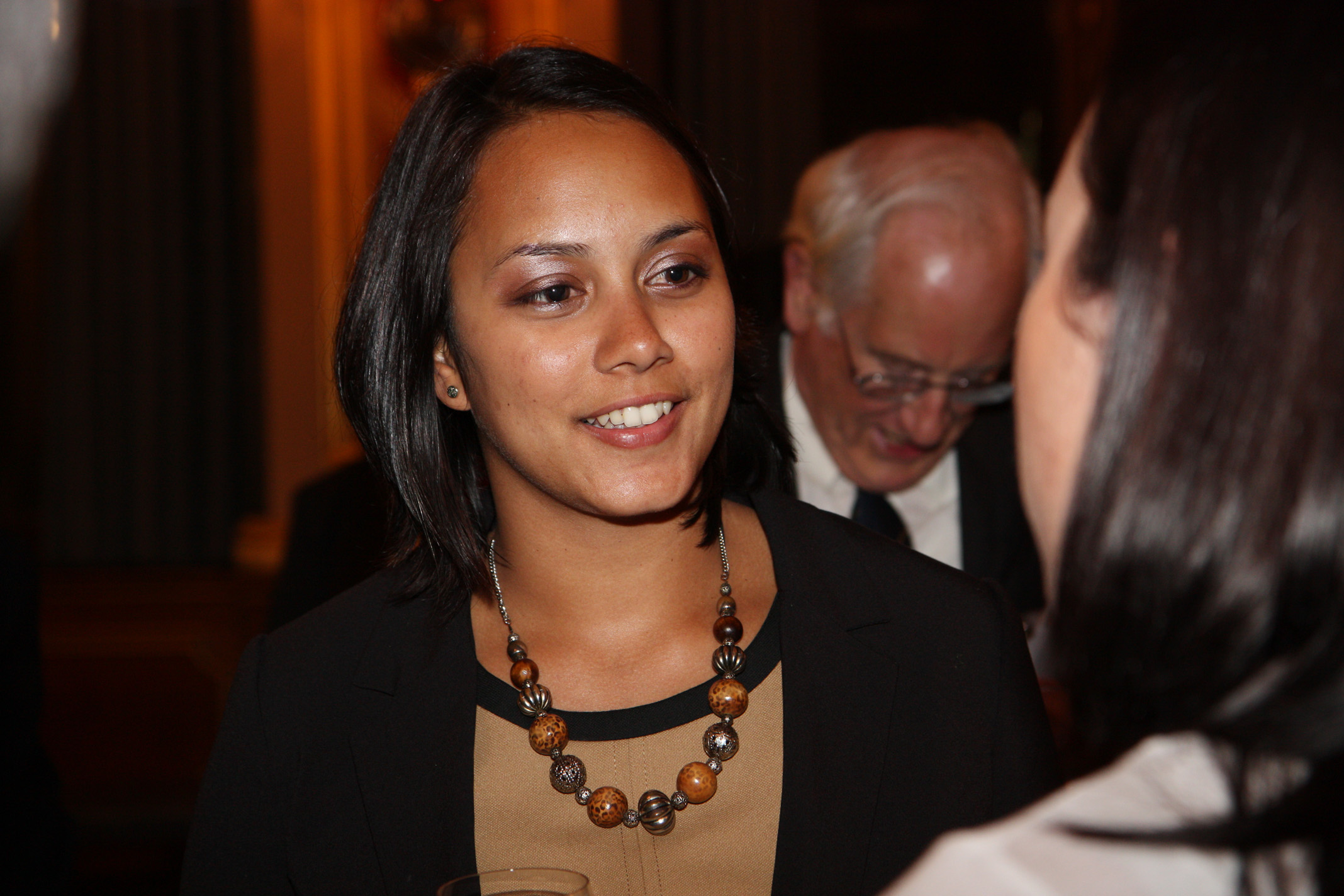
Тара Томас, член Виконавчої Ради острова
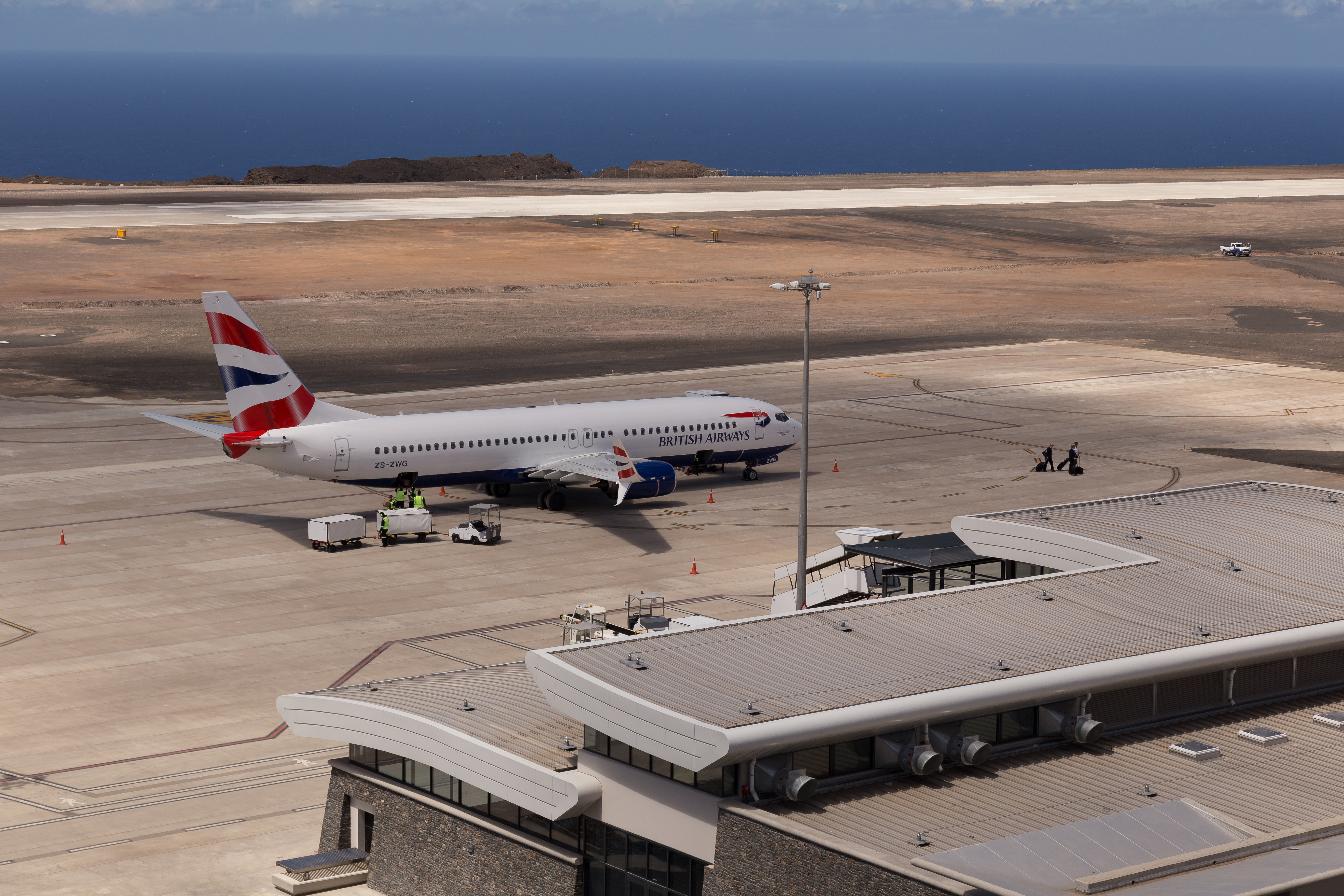
Перший рейс британського Boeing 737-800 на острів у 2016 році
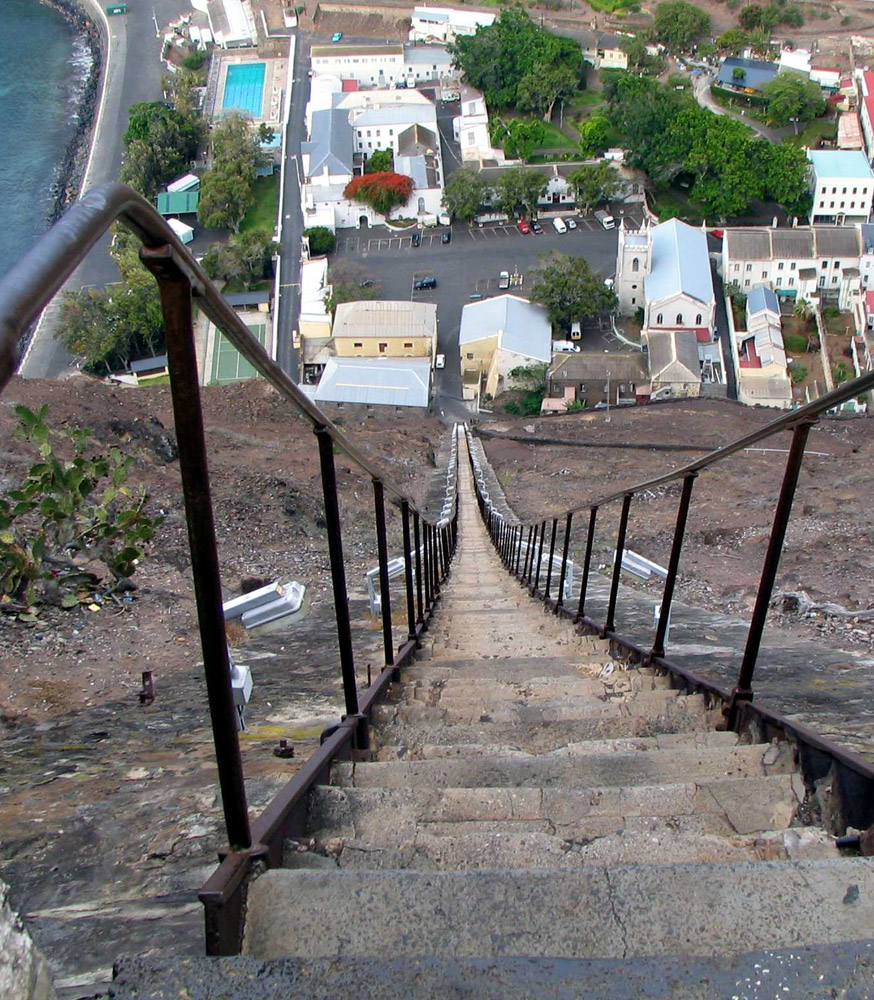
Сходи із міста на гору
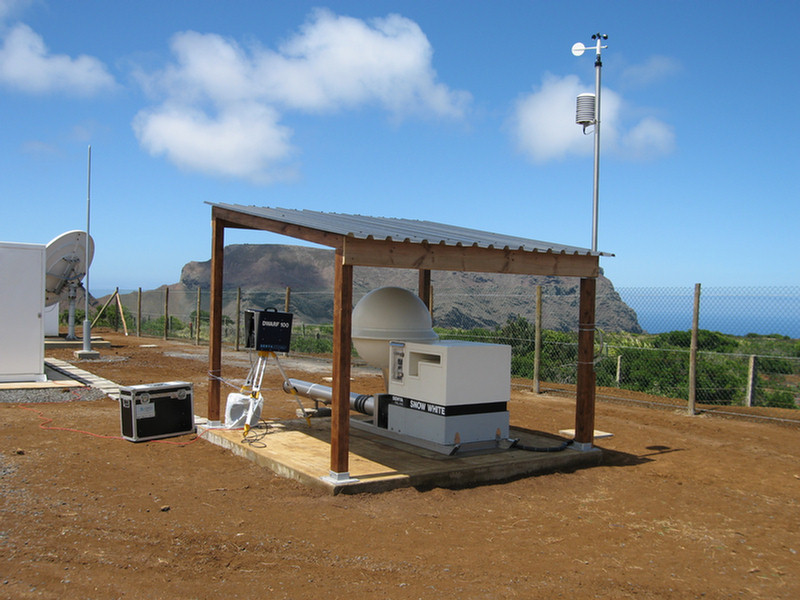
Станція контролю радіаційного фону
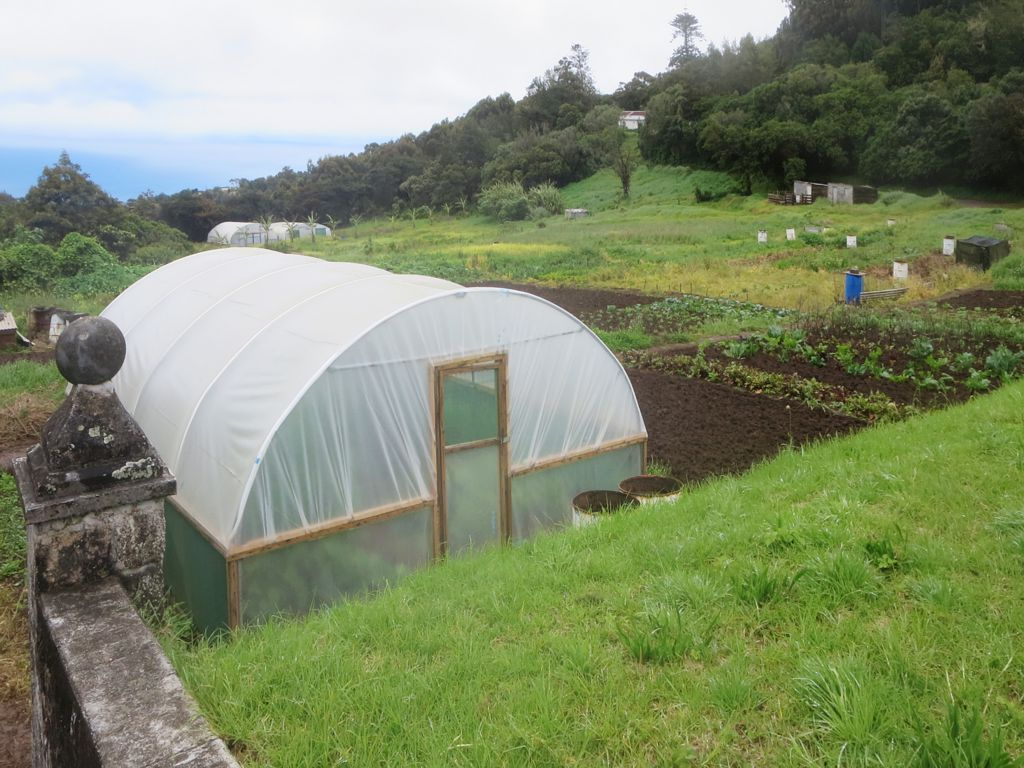
Підсобне господарство із теплицями